# Fox Theatre (Detroit)
Pour les articles homonymes, voir Fox Theatre.
Le Fox Theatre est situé dans le Detroit Theatre District à Détroit, dans l'État du Michigan (États-Unis). Il est inscrit au National Historic Landmark le 29 juin 1989. Construit en 1928, il a une capacité de 5 048 places assises, capacité portée à 5 174 places lorsque les sièges amovibles sont mis en place dans l'orchestre.

## Histoire
Le Fox Theatre de Détroit est construit en 1928 pour William Fox, fondateur de la 20th Century Fox. C'est le plus grand des Fox Theatre. À l'époque, il s'agit de la deuxième plus grande salle de spectacle au monde, derrière le Gaumont-Palace à Paris avec ses 6 000 places. Son architecte, Charles Howard Crane (en) conçoit une décoration des plus fastueuses[source secondaire nécessaire]. L'intérieur est un mélange de décors birman, chinois, indien et perse. La salle est divisée en trois niveaux: le parterre, devant la fosse d'orchestre, la mezzanine et le balcon. À l'extérieur, la façade présente un style art déco, sur laquelle se trouve une immense marquise illuminée la nuit[source secondaire nécessaire].
En 1988, Mike et Marian Ilitch, ses propriétaires, le font entièrement restaurer[réf. nécessaire].

## Conception
Le balcon du Fox Theatre n'est supporté par aucun pilier. Son maintien est assuré par un système hydraulique, ce qui permet d'utiliser la salle pour des concerts de hard rock et heavy metal ou bien de reggae sans que le balcon n'entre en résonance ou ne vibre trop sous l'agitation des spectateurs[source secondaire nécessaire].